# れいなん森林組合
れいなん森林組合（れいなんしんりんくみあい）は、福井県嶺南地方に存在する森林組合。

## 概要
- 設立 2009年12月
- 出資金 264133千円
- 経営面積 57,762ha
- 組合員数 8,574人
- 本所所在地 福井県小浜市神宮寺5-30

## 沿革
2009年（平成21年）12月、嶺南地方に存在していた若狭森林組合、名田庄森林組合、二州森林組合の3組合が合併して誕生。

## 商品
- プランター
- 転落防止柵
- 木工沈床
- 木製側溝
- イス・ベンチ
  - 背あわせベンチ
  - ヒノキの椅子
- その他
- 木柵・木製フトン篭・丸太状工
- 治山ダム
- 看板・モニュメント
  - モニュメント
  - 三方標識
- 建設部門
  - 移動式間伐材ユニットハウス
  - 国産材新築住宅
- 筋工人道橋
- 丸太防風柵

## 型枠工法
環境対策型型枠工法　間伐エース
名田庄森林組合が民間企業と共同開発した型枠工法で、以下の特徴を有する。
- 2人で安全に作業でき、ねじ釘4本を取り付けるだけと作業内容も非常に容易。
- 間伐材のみを使用することで、環境にやさしい仕様としている。